# Cantone di Le Teil
Il Cantone di Le Teil è una divisione amministrativa dell'arrondissement di Largentière e dell'arrondissement di Privas.
È stato costituito a seguito della riforma approvata con decreto del 13 febbraio 2014, che ha avuto attuazione dopo le elezioni dipartimentali del 2015.

## Composizione
Comprende i 19 comuni di:
- Alba-la-Romaine
- Aubignas
- Berzème
- Darbres
- Lavilledieu
- Lussas
- Mirabel
- Saint-Andéol-de-Berg
- Saint-Germain
- Saint-Gineis-en-Coiron
- Saint-Jean-le-Centenier
- Saint-Laurent-sous-Coiron
- Saint-Maurice-d'Ibie
- Saint-Pons
- Saint-Thomé
- Sceautres
- Le Teil
- Valvignères
- Villeneuve-de-Berg